# Арсо Локвички
Арсо Йовев Силянов, наречен Локвички (Локвишки) и Дедо Арсов е български революционер, деец на националноосвободителното движение в Македония и Одринско.

## Биография
Роден е през 1870 година в село Локвица, Поречието – район, в който сръбската пропаганда печели почва в края на XIX век. По професия Арсо Локвички е майстор-зидар. Дълги години е на печалба в Румъния и Трансилвания. Въпреки че никога не е посещавал училище, чете и пише на български и на румънски език.
По време на Илинденско-Преображенското въстание е в четата на Йордан Пиперката. След въстанието е поречки войвода и води ожесточени, често неравни битки с четите на сръбската пропаганда в Поречието и Азот. През пролетта на 1904 година разгромява ренегатската чета на Тренко Руянов от село Крапа. През 1905 година, в сражение на обединени чети на ВМОРО и сръбски пропагандни чети, край село Крапа Арсо Локвички е ранен в десния крак.
Стефан Аврамов пише за Арсо Локвички:
| „ | Арсо беше един от много способните съгледвачи и умееше напълно да прикрива следите си. Той, без ни най-малка умора, вземаше на час по 15 километра път. Като планинец, той имаше редки и ценни качества, които високо го издигаха над другите. През време на своите рекогносцировки из Поречието той по цели дни стоеше гладен, за да може да извърши сполучливо възложената му задача. Той беше любимец на всички чети и на местното население…Семейството му живееше в с. Локвица под постоянния тормоз на пропагандата. Единствената причина да пощадят семейстовото му е обстоятелството, че те разчитаха кога и да е, че Арсо ще стане техен човек. | “ |

В 1911 година сръбската пропаганда се опитва да подкупи Арсо войвода със заплата от три лири месечно.
По време на Балканската война в 1912 година Велков действа с четата си в Поречието и подпомага съюзническите на България сръбски войски. След края на Първата световна война Арсо Локвички се установява в България и работи като строител. През 1922 година заедно с другаря си Петър Ацев от Теово, Азот е изпратен от ЦК на ВМРО в Кичевско, но в Скопско те са заловени от сръбските власти заедно с печатни революционни позиви. След мъчения са осъдени на смърт от скопския военен съд и са разстреляни край Долно Сълне.
Според Иван Михайлов смъртта на Арсо Локвички, заедно с тази на Любомир Весов и Илия Дигалов е най-голямата загуба на ВМРО в Западна Македония до 1924 година. Михайлов пише:
| „ | Арсо Локвички... бе здрав, физически, корав по дух и предприемчив селянин... Дълбоко впечатление ми направи първата среща с неукия Арсо. Получил бях писмо от Александрова – с бележка от няколко реда и за самия Локвички, за да го срещна и запитам дали е готов за нелегална работа в Кичевско... -Как може да не замина, щом като има нужда от мене, казо тихо Арсо, след като му обясних за какво го викам и му прочетах бележката от Тодора. Добави, че бързо ще ликвидира работата си и се осведоми за подробностите по тръгването му. Нито секунда колебание. Сякаш оставяше настрана триона си, за да вземе чука – така естествено Арсо се залавяше за пушката, с преданост към ВМРО като към собствената майка и децата си. | “ |

След временното освобождение на част от Вардарска Македония по време на Втората световна война през 1942 година в родното село на Арсо Йовев, Локвица е основано читалище, кръстено на негово име.
Арсо Локвички е прототип на героя на Димитър Талев от „Гласовете ви чувам“, войводата Дойчин.